# Willem VI van Auvergne
Willem VI van Auvergne (gestorven waarschijnlijk 1136) was een zoon van Robert II van Auvergne en Judith van Melgeuil. Willem volgde in 1096 zijn vader op als graaf van Auvergne. Hij liet Montferrand versterken, ter bescherming tegen de bisschop van Clermont. De wreedheden tegen de geestelijkheid van Clermont in 1122 die aan Willem werden toegeschreven, leidden ertoe dat Lodewijk VI van Frankrijk een leger tegen hem op de been bracht en dat Willem de hulp diende in te roepen van zijn leenheer Willem IX van Aquitanië.
Hij was gehuwd met Emma van Hauteville (-1120), dochter van Rogier I van Sicilië, en werd vader van:
- Robert III (-1147)
- Willem VIII (-1182).

Willem VI verstootte Emma in 1087, na de geboorte van de twee zonen.